# Mokreć (obwód chmielnicki)
Mokreć (ukr. Мокрець) – wieś na Ukrainie, w obwodzie chmielnickim, w rejonie szepetowskim, w hromadzie Zasław. W 2001 liczyła 338 mieszkańców, spośród których 333 wskazało jako ojczysty język ukraiński, a 5 rosyjski.